# Kwoamb
Kwoamb – ou Kwamb (historiquement), Kuamb – est un village baka du Cameroun situé dans la région de l’Est et le département du Haut-Nyong, à 18 km au sud d'Abong-Mbang, à 3 km de Missoumé, un autre village baka.

## Géographie
Kwoamb se trouve dans une région de grande forêt dense, influencée par un climat équatorial de type forestier, avec deux saisons sèches et deux saisons de pluies. La température moyenne annuelle oscille entre 23 et 28 °C. L'humidité atmosphérique reste forte tout au long de l’année.

## Histoire
Au Cameroun, l'existence de la lèpre — maladie jugée honteuse — a d'abord été niée sur tout le territoire jusqu'en 1897, treize ans après le début de l'occupation allemande. De nombreuses léproseries ont été créées et gérées par des missionnaires, catholiques ou protestants, dans des villages tels que Kwamb et Nkolmvolen dans le Haut-Nyong, Nden, Nkongmelen et Ngalan dans le Ntem.
Ce sont des missionnaires catholiques qui ont installé une léproserie à Kwamb, alors un hameau de Madouma, en 1934. Elle est aujourd'hui transformée en un centre de santé (CSI).
Les Baka de Missoumé se sont sédentarisés dans ce village depuis plus de 40 ans. Venus de Yokadouma sur l'intervention d'un prêtre blanc, ils se sont d'abord installés dans la forêt de Siee, située à une trentaine de kilomètres, avant de s'établir définitivement à Kwamb.
De façon générale, les conditions de vie des pygmées baka se sont améliorées, mais beaucoup revendiquent le droit de décider de leur propre processus de développement. Ainsi, à Kwamb, des membres de la communauté se sont déclarés préoccupés par le fait qu’on leur demande de renoncer à construire leurs huttes traditionnelles (mongulu), de ne plus allumer de feux dans leurs demeures et de donner la priorité à l’éducation, même si les besoins alimentaires ne sont pas satisfaits.